# Толис-хан Хэлоху
Толис-хан Хэлоху (кит. упр. 賀邏鶻, пиньинь heluohu, личное имя кит. упр. 阿史那賀邏鶻, пиньинь ashina heluohu — Ашина Хэлоху) — хан восточного аймака тюркского каганата в 631 году.

## Биография
Сын Толис-хана Шибоби. Шибоби умер в Китае, не успев вернуться в свой аймак. Хэлоху, находившийся в Китае вместе с отцом, занял пост Толис-хана. Брат Шибоби Гэшэшуай решил поднять восстание тюрок, находившихся в Китае. Он рассчитывал с верными воинами напасть на Ли Шиминя, который путешествовал по стране, убить Хэлоху и бежать в степи с верными тюрками. Из-за сильного ветра ночью Гэшешуай не смог подобраться к палатке императора, и решил стрелять из луков наугад. Тюрки убили несколько человек, но подоспевшие телохранители отогнали их. Узнав, о покушении Хэлоху оседлал коня и бежал в горы, где был убит пограничниками. Гэшэшуай сбежал. Император решил, что держать тюрок в Китае опасно и назначил ханом Ашину Сымо, поселив его севернее Ордоса .